# Natation aux Jeux méditerranéens de 1951
Navigation
Édition suivante
Sept épreuves de natation sportive sont disputées dans le cadre des Jeux méditerranéens 1951 organisés à Alexandrie en Égypte. Première du nom, cette compétition à l'échelle continentale ou régionale réunit un assez faible plateau dominé dans toutes les épreuves par les nageurs français. Confirmant les espoirs placés en lui, le jeune Jean Boiteux, futur champion olympique du 400 m nage libre aux Jeux d'Helsinki l'année suivante, remporte trois médailles d'or.

## Tableau des médailles
| Rang  | Nation           | Or | Argent | Bronze | Total |
| ----- | ---------------- | -- | ------ | ------ | ----- |
| 1     | France           | 7  | 2      | 1      | 10    |
| 2     | Italie           | 0  | 3      | 2      | 5     |
| 3     | Espagne          | 0  | 2      | 3      | 5     |
| 4     | Royaume d'Égypte | 0  | 0      | 1      | 1     |
| Total | Total            | 7  | 7      | 7      | 21    |

## Résultats
| Épreuves                     | Or                                                                        | Argent                                                                                | Bronze                                                             |
| ---------------------------- | ------------------------------------------------------------------------- | ------------------------------------------------------------------------------------- | ------------------------------------------------------------------ |
| 100 m nage libre             | Alex Jany France 58 s 9                                                   | Carlo Pedersoli Italie 59 s 7                                                         | Jean Boiteux France 1 min                                          |
| 400 m nage libre             | Jean Boiteux France 4 min 47 s 5                                          | Joseph Bernardo France 4 min 53 s 3                                                   | Enrique Granados Espagne 4 min 57 s                                |
| 1 500 m nage libre           | Jean Boiteux France 19 min 32 s 9                                         | Joseph Bernardo France 19 min 40 s 3                                                  | Enrique Granados Espagne 19 min 59 s 5                             |
| 100 m dos                    | Gilbert Bozon France 1 min 7 s 2                                          | Egidio Massaria Italie 1 min 11 s 3                                                   | Angelo Romani Italie 1 min 12 s                                    |
| 200 m brasse                 | Maurice Lusien France 2 min 41 s 9                                        | Jesús Domínguez Espagne 2 min 43 s 7                                                  | Giorgio Grilz Italie 2 min 48 s                                    |
| Relais 4 × 200 m nage libre  | France Joseph Bernardo Michel Vandamme Jean Boiteux Alex Jany 9 min 5 s 2 | Espagne Roberto Queralt Roberto Alberiche Isidoro Ferry Enrique Granados 9 min 16 s 3 | Royaume d'Égypte 9 min 23 s 8                                      |
| Relais 3 × 100 m trois nages | France Gilbert Bozon Maurice Lusien Alex Jany 3 min 17 s 2                | Italie Egidio Massaria Giorgio Grilz Carlo Pedersoli 3 min 23 s                       | Espagne Antonio Quevedo Jesús Domínguez Ricardo Conde 3 min 23 s 9 |

## Sources
- François Oppenheim, Des nageurs et des records, histoire des courses de natation, Paris, La Table ronde, 1961, pp. 287-289.
- (en) Gbrathletics.com